# Pselaphodes kuankuoshuiensis
Pselaphodes kuankuoshuiensis – gatunek chrząszcza z rodziny kusakowatych i podrodziny marników. Występuje endemicznie w Chinach.

## Taksonomia
Gatunek ten opisali po raz pierwszy w 2013 roku Yin Ziwei i Li Lizhen na łamach ZooKeys. Jako miejsce typowe wskazano Baishaogou w powiecie Suiyang w chińskiej prowincji Kuejczou. Epitet gatunkowy pochodzi od  rezerwatu przyrody Kuankuoshui, na terenie którego leży miejsce typowe. Holotyp zdeponowano w Zbiorze Owadów Shanghai Shifan Daxue.
Gatunek zalicza się w obrębie rodzaju do grupy gatunków Pselaphodes tianmuensis, obejmującej również Pselaphodes anhuianus, Pselaphodes daii, Pselaphodes hainanensis, Pselaphodes longilobus, Pselaphodes tianmuensis, Pselaphodes tiantongensis, Pselaphodes wrasei i Pselaphodes yunnanicus.

## Morfologia
Chrząszcz ten osiąga od 2,99 do 3,27 mm długości i od 1,23 do 1,32 mm szerokości ciała. Ubarwienie ma rudobrązowe. Głowa jest dłuższa niż szeroka, o bocznie zaokrąglonych zapoliczkach. Oczy złożone buduje u samca około 40, a u samicy około 25 omatidiów. Czułki buduje jedenaście członów, z których trzy ostatnie są powiększone, a u samca dziewiąty jest ponadto zmodyfikowany. Przedplecze jest nieco dłuższe niż szerokie, o okrągławo rozszerzonych krawędziach przednio-bocznych. Pokrywy są szersze niż dłuższe. Zapiersie u samców (metawentryt) ma krótkie, u wierzchołka zwężone wyrostki. Odnóża przedniej pary mają uzbrojone kolcami brzuszne strony krętarzy i ud oraz mały wyrostek na szczycie goleni. Odnóża środkowej pary mają po dwa kolce na spodach krętarzy oraz niezmodyfikowane uda. Krętarze i uda tylnej pary odnóży również pozbawione są modyfikacji. Odwłok jest szeroki na przedzie i zwęża się ku tyłowi. Genitalia samca mają środkowy płat edeagusa asymetryczny, zaokrąglony na szczycie.

## Ekologia i występowanie
Owad ten jest endemitem południowo-zachodniej części Chin, znanym tylko z lokalizacji typowej w prowincji Kuejczou. Spotykany był na rzędnych od 750 do 900 m n.p.m. Zasiedla ściółkę lasów.